# Grace Victoria Cox
Grace Victoria Cox (Lexington, Kentucky; 10 de marzo de 1995) es una actriz estadounidense, conocida por interpretar a Melanie Cross en la serie de CBS Under the Dome (2014–15) y Veronica Sawyer en la serie de Paramount Network Heathers (2018).

## Primeros años
Cox nació en Lexington, Kentucky, ella es nieta de la actriz de teatro, Lexington Jenny Cox, y gracias a ella hizo que ella se interese por la actuación. Tiene dos hermanos más pequeños.
Cox asistió a la Escuela de Artes Creativas y Escénicas como una estudiante de escritura creativa, pero finalmente lo cambió por el teatro. En su tercer año de secundaria se matriculó en la Academia Interlochen en Michigan, sin embargo, lo abandonó.
En 2012, a los 17 se mudó a Los Ángeles donde comenzó a seguir una carrera en la actuación mientras terminaba la escuela secundaria en línea.

## Carrera
En 2014, Cox hizo su debut como actriz en el cortometraje Scarlett interpretando a Scarlett. Luego formó parte del elenco recurrente en la segunda temporada y como invitada en la tercera temporada interpretando a Melanie Cross en la serie de CBS Under the Dome. En agosto de 2016, se anunció que se unió a la película independiente basada en hechos reales Savage Youth como Elena, está escrita y dirigida por Michael Curtis Johnson. En 2017, apareció en un episodio de la tercera temporada de la serie de Showtime Twin Peaks como Charlotte.
En enero de 2018, se anunció que Cox se unió a la película Extremely Wicked, Shockingly Evil and Vile basada en el asesino serial, Ted Bundy, ella interpretará a Carol Daronch. En junio de 2018, Cox se unió al elenco recurrente de la serie de Starz Now Apocalypse como Amber. En octubre de 2018, Cox formó parte del elenco principal al interpretar a Veronica Sawyer en la versión televisiva de Heathers, una serie de humor negro basada en la película de culto de 1988 del mismo nombre.

## Filmografía
| Cine       | Cine                                        | Cine                     | Cine                     |
| Año        | Título                                      | Rol                      | Notas                    |
| ---------- | ------------------------------------------- | ------------------------ | ------------------------ |
| 2014       | Scarlett                                    | Scarlett                 | Cortometraje             |
| 2015       | Here Now                                    | Alyssa                   | Cortometraje             |
| 2018       | Savage Youth                                | Elena                    |                          |
| 2018       | Affairs of State                            | Darcy Baines             |                          |
| 2019       | Extremely Wicked, Shockingly Evil, and Vile | Carol Daronch            |                          |
| TBA        | Triumph                                     | Patty                    |                          |
| Televisión |                                             |                          |                          |
| Año        | Título                                      | Rol                      | Notas                    |
| 2014–15    | Under the Dome                              | Melanie Cross            | 16 episodios             |
| 2016       | Manson's Lost Girls                         | Lynette «Squeaky» Fromme | Película para televisión |
| 2017       | Twin Peaks                                  | Charlotte                | 1 episodio               |
| 2017       | The Archer                                  | Emily                    | Película para televisión |
| 2018       | Heathers                                    | Veronica Sawyer          | Elenco principal         |
| 2019       | Now Apocalypse                              | Amber                    | 2 episodios              |
| 2019       | The Society                                 | Lexie                    | 8 episodios              |